# 精巣痛
精巣痛（せいそうつう、英: Testicular pain）または陰嚢痛（いんのうつう、英: Scrotal pain）は、片方または両方の精巣の一部または全部が痛むことを指し、しばしば陰嚢内の痛みを指す。精巣痛は急激に起こる（急性）こともあれば、長く続く（慢性）こともある。
原因は、重篤でない筋骨格系の問題から、フルニエ壊疽や精巣捻転のような緊急疾患まで多岐にわたる。診断では、重篤な疾患がないことを確認することが重要である。診断には超音波検査、尿検査、血液検査などが用いられる。
疼痛管理は通常、根本的な病因に応じた根治的治療の一環として行われる。

## 定義
精巣痛とは、片方または両方の精巣の一部または全部に感じる疼痛である。しばしば陰嚢痛も含まれる。その期間によって急性、亜急性、慢性に分けられる。

### 慢性精巣/陰嚢痛
慢性の精巣痛・陰嚢痛（3ヵ月以上続く痛み）は、多くの基礎疾患により起こり得る。精管結紮術後の男性の15～19％にみられ、精巣上体炎、前立腺炎、精巣炎などの感染症が原因である（精管結紮後疼痛症候群）。その他、精索静脈瘤、精巣水瘤、精液瘤、結節性多発動脈炎、精巣捻転、以前の手術、外傷などが原因で発生する。25％の症例では原因が特定できない。
IgG4関連疾患が、慢性精巣痛の原因の一つとして2014年に同定された。

## 鑑別診断
精巣痛の鑑別診断は幅広く、良性疾患から生命を脅かすものまで含まれる。救急外来を受診する小児で最も多い疼痛の原因は、精巣捻転（16％）、精巣付属器捻転（46％）、精巣上体炎（35％）である。成人では、最も多い原因は精巣上体炎である。

### 精巣捻転
精巣捻転は通常、持続時間6時間未満の放散性精巣痛および圧痛の急性発症で現れる。多くの場合、精巣挙筋反射は消失または低下し、精巣は挙上し、しばしば横転している。この疾患は、25歳以前の男性約4,000人に1人の割合で毎年発症し、青年期に最も多く（症例の65％が12～18歳の間に発症）、35歳以降は稀である。数時間で壊死に至ることがあるため、外科的緊急疾患と考えられている。この病態のもう一つの形態は、間欠性精巣捻転と呼ばれる慢性疾患で、片方の精巣に急激な急性疼痛が繰り返し出現し、一時的に陰嚢内で横転または挙上した状態になり、完全捻転と同様の状態になった後、最終的に元の位置に戻り、疼痛が急速に寛解するのが特徴である。嘔気や嘔吐が起こることもある。

### 精巣上体炎と精巣炎
精巣上体炎は、精巣上体（精巣の奥にある湾曲した構造）に生じる炎症である。この疾患は通常、様々な程度の痛みが徐々に現れ、陰嚢が発赤・熱感・腫脹する。尿路感染症や発熱を伴うことが多く、半数以上の症例で精巣炎を併発する。14～35歳では通常、淋菌かクラミジアを原因とする。年齢によらず、最も一般的な起炎菌は大腸菌である。治療には抗生物質を使用する。

### 精管結紮術
精管結紮後疼痛症候群では、精巣/精巣上体の内圧上昇、炎症、線維化、神経絞扼などによって一過性または慢性の疼痛が生じる。

### フルニエ壊疽
フルニエ壊疽（侵攻性で急速に拡大する会陰部の感染症）は通常、発熱と強い痛みを伴う。稀な疾患であるが、速やかに診断して外科的デブリードマンと広域抗生物質の併用で積極的に治療しなければ致命的である。

### その他

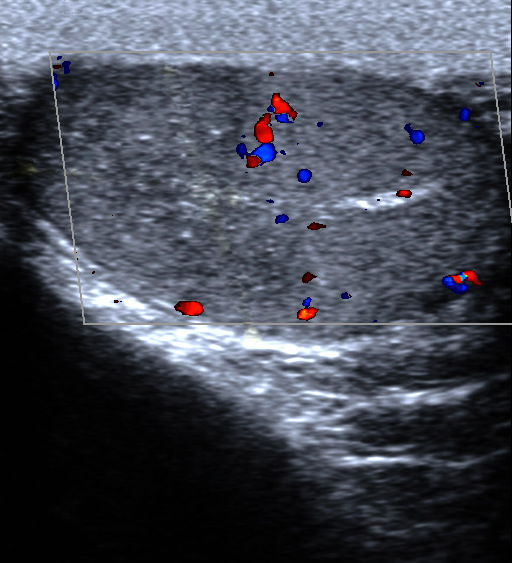
右精巣痛を呈した患者における精巣区域性梗塞

その他にも、あまり一般的ではない疾患が精巣痛を引き起こすことがある。鼠径ヘルニア、外傷、精巣水瘤、腰椎の変性疾患、椎間板ヘルニア、精索静脈瘤などが該当する。精巣腫瘍は通常、痛みを伴わない。また、精巣上体緊張（睾丸不快感）も原因として考えられる。

## 診断法

### 触診
精巣挙筋反射（大腿内側上部を撫でると精巣が挙上する）は、一般的に精巣上体炎では認められるが、精巣捻転では精巣が既に挙上しているため認められない。Prehn徴候（挙上によって痛みが増強する）は古典的な身体所見であるが、精巣捻転を精巣上体炎などと鑑別する上での信頼性は不充分であることが判明している。

### 臨床検査
原因究明に役立つ検査としては、尿検査（精巣捻転では通常正常）がある。急性陰嚢症の患者における膿尿や細菌尿（尿中に白血球や細菌が混じっている）は、精巣上体炎や精巣炎などの感染性の原因を示唆しており、淋病やクラミジア感染症の特異的検査を行う必要がある。慢性精巣痛のある患者は皆、淋菌とクラミジアの検査を受けるべきである。

### 画像診断
超音波検査は、上記の方法で原因が判明しない場合に有用である。精巣捻転の診断が確実な場合、画像診断によって理学的操作や手術などの処置を遅らせてはならない。